# Burns Lake

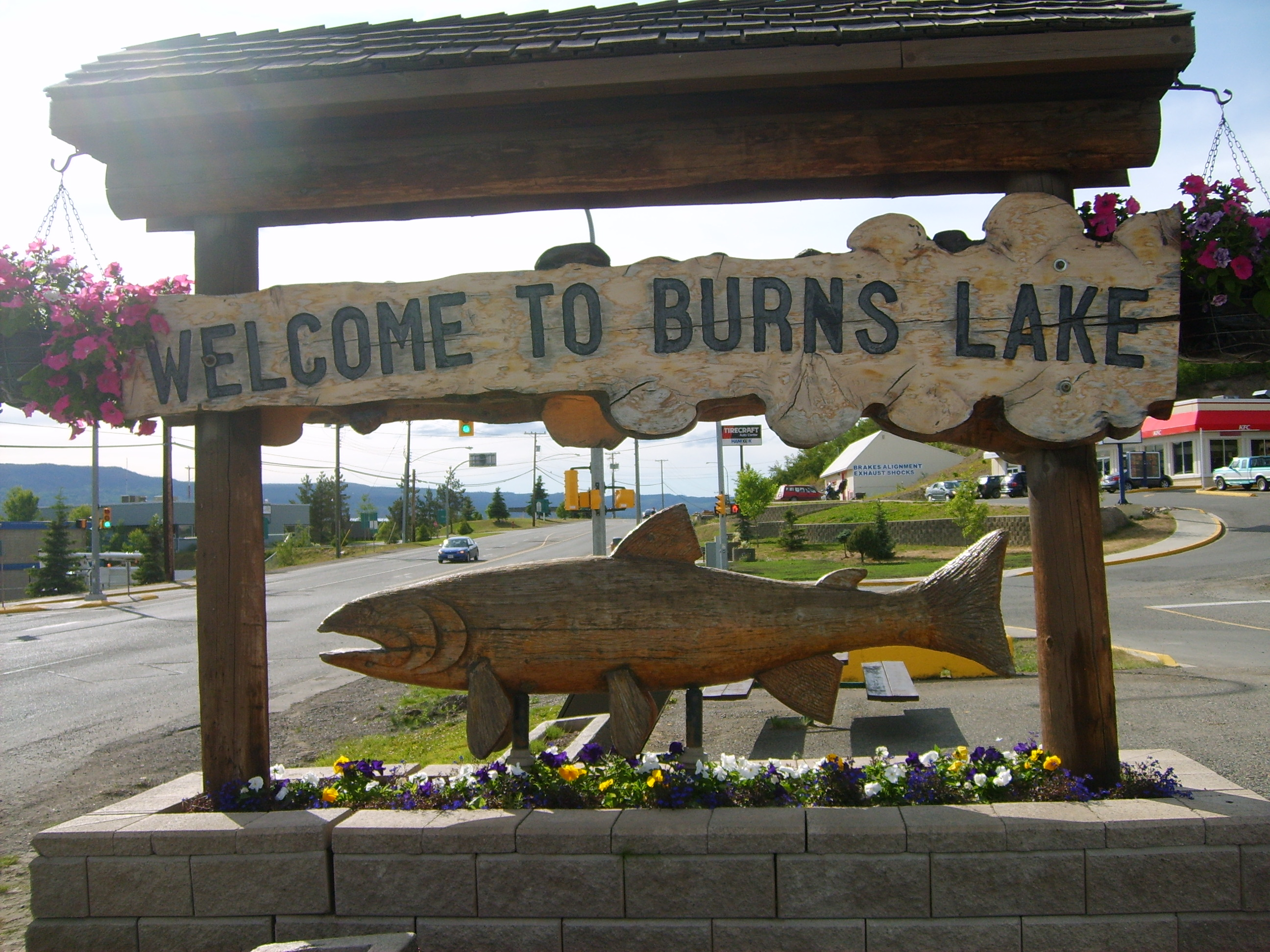
El signe benvingut de Burns Llac

Burns Lake és un poble rural en el Del nord-occidental-Interior Central de Colúmbia britànica, Canadà, va incorporar dins 1923. El poble té una població d'1,779 habitants segons el 2016 Cens.
El Village és conegut pel seu ric patrimoni de les Primeres Nacions i per la seva extensa xarxa de senders de bicicleta de muntanya, que han rebut elogis internacionals en convertir-se en el primer IMBA Ride Center del Canadà. A l’hivern es creen pistes d’esquí de fons i pistes de motos de neu. El llac Burns es troba enmig d'una gran xarxa de llacs anomenada districte dels llacs, amb pesca i caça durant tot l'any.
Hi ha dues reserves de les Primeres Nacions que hi formen part de la ciutat i altres quatre que i son a prop, això prova que la converteix en una de les poques comunitats de la província que tenen poblacions gairebé iguals de persones d'origen autòcton o europeu. Entre les nacions locals hi Wetʼsuwetʼen First Nation, la Lake Babine Nation, la Cheslatta Carrier Nation,la Ts'il Kaz Koh First Nation, la primera nació Skin Tyee i la banda Nee-Tahi-Buhn .
La ciutat serveix com a hub pel local logging, serra-fresant, indústries mineres i turístiques. També serveix com el centre comercial principal per l'àrea circumdant que inclou François Llac, Colleymount, Grassy Planes, va Augmentar Llac, Topley, i Granisle. Hi ha tres pubs, moltes cafeteries i restaurants una selecció de botigues, i serveis, motels i hotels nombrosos, una biblioteca i un hospital. El músic famós, Stuart McCallum, va créixer amunt en Llac de Cremades i atribueix la seva influència en la seva música. És també la ubicació de les centrals del Districte Regional de Bulkley-Nechako.

## Història
Els primers habitants de Burns Llac eren el Transportista Primeres comunitats de Nacions que spanned molt del Districte de Llacs i més enllà.
Burns Llac ell va començar com a aturada de resta petita per viatgers en la seva manera al Yukon Pressa d'Or. Molts d'aquests viatgers spotted oportunitat en el ric forestry, pell, i oportunitats mineres en Llac de Cremades i l'àrea circumdant.
Burns Llac va adquirir el seu nom després que Michael Byrne, qui era un explorer pel Collins Overland esquema de Telègraf. Byrne va passar Burns llac dins aproximadament 1866 mentre surveying una ruta de Fort Fraser a Hagwilget.:33 La recerca recent indica que Byrne era també un miner durant el Cariboo Pressa d'Or i va haver-hi staked una reclamació damunt la cala de William més d'hora, dins 1861. En el 1866 mapa de deixant de l'àrea, el nom 'Byrne' el llac apareix; després 1876 tanmateix, els mapes l'indiquen tan Llac de Cremades.
Bob Gerow, un dels fundadors principals de Llac de Cremades, va entrar a la societat amb Jack Seely i Howard Laidlaw per crear Empresa de Comerç de Llac de Cremades. Junt, van construir un hotel/de botiga i una serradora en Gerow Illa, el qual esdevindria el hub de comerç per l'àrea circumdant. El Poble va ser incorporat damunt 6 de desembre de 1923. El primer Mayor era G. M Gerow.
El primer diari en Llac de Cremades va ser cridat l'Observador, publicat i editat per Sidney Godwin. En el tardà 1950s, un altre diari, també cridat l'Observador, va ser operat per Ralph Vipond. Va tancar dins 1961.
La ciutat continuada per créixer per tot el segle xx. Les seves indústries actuals han esdevingut forestry i turisme, encara que molts treballadors commute a feines en la indústria minera.
Burns Llac va rebre nationwide atenció damunt 20 de gener de 2012, quan una explosió va destruir Babine Productes de Bosc, un molí de fusta que era un dels empresaris primaris de la ciutat.
El poble de Llac de Cremades és infamous dins del trucking i indústries de transport comercial pel seu estret, torçant carretera principal que fa el transport de càrregues grans a les comunitats adjacents difícils i de vegades impossible. Malgrat nombrós unanswered queixes i apel·lacions, l'Autopista de Colúmbia britànica 16 restes throttled.
Un número de historic els edificis encara estan incloure:

### L'Hospital Vell
Primer construït dins 1933 per la societat Missionera de les Dones de l'Església Unida del Canadà, l'hospital era oficialment obert pel governador anterior del Canadà Senyor General Tweedsmuir. Una vegada que el més gran i edificis públics més bons entre Prince George i Prince Rupert, sigui famós pels seus jardins bons. Sigui més tard ocupat per un complex d'apartament de ciutadans sènior, llavors va declarar un patrimoni que construeix dins 1982 i redeveloped com un edifici d'oficina pel seu propietari, el Llac de Cremades Empresa de Desenvolupament Natiu.

### La Galleda de Sang
Localitzat adjacent al Museu de Llac de les Cremades, aquest quadrat-tallar log l'edifici és un correu de comerç de pell anterior que més tard esdevenia un joc den. A causa de la naturalesa de joc, les lluites van trencar fora en l'edifici, guanyant el seu nom. Ara conté una pantalla d'artefactes històrics de la vida de Craig Wafflehouse, un dels fundadors de Llac de Cremades.

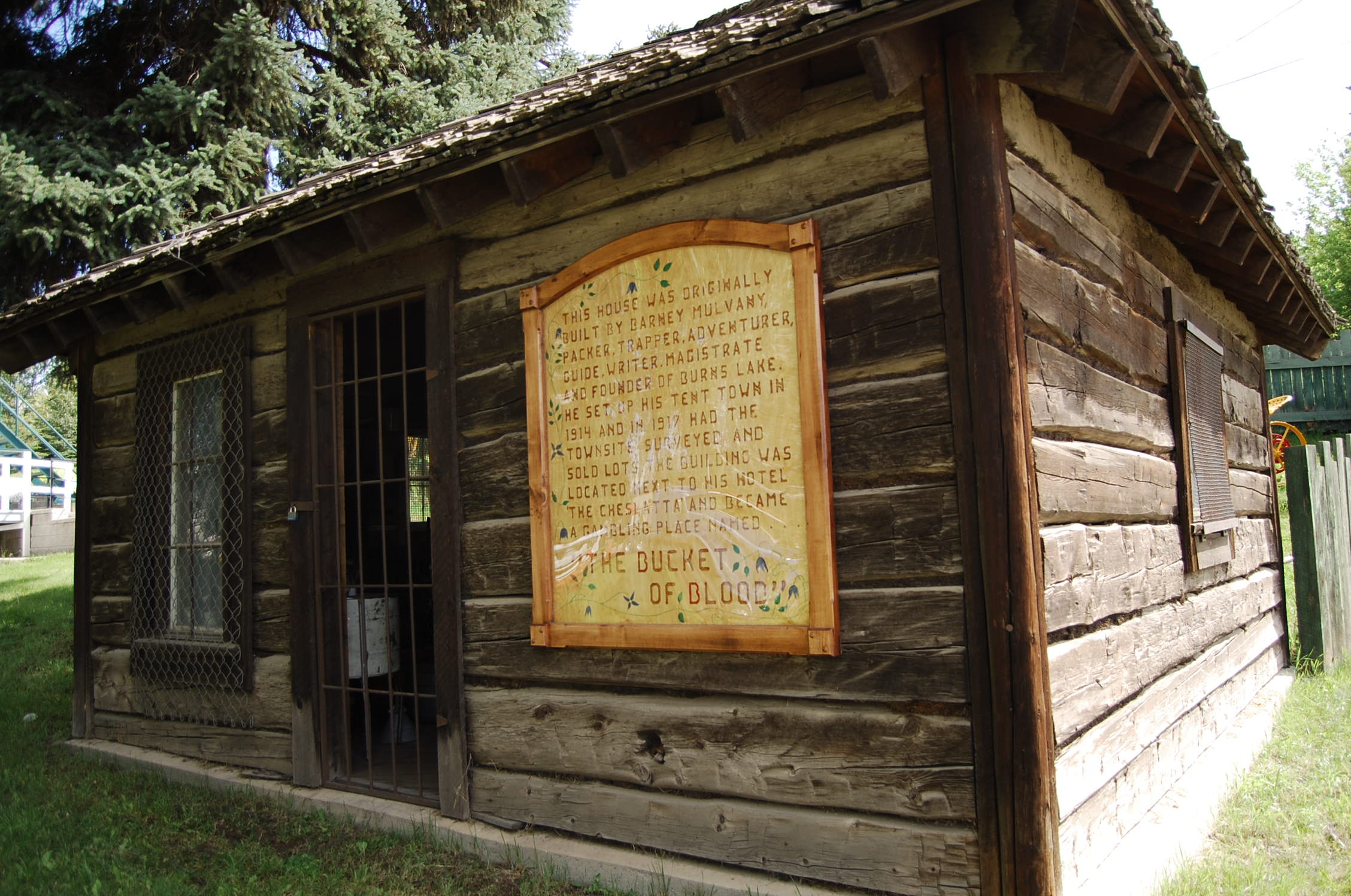
Galleda de Sang

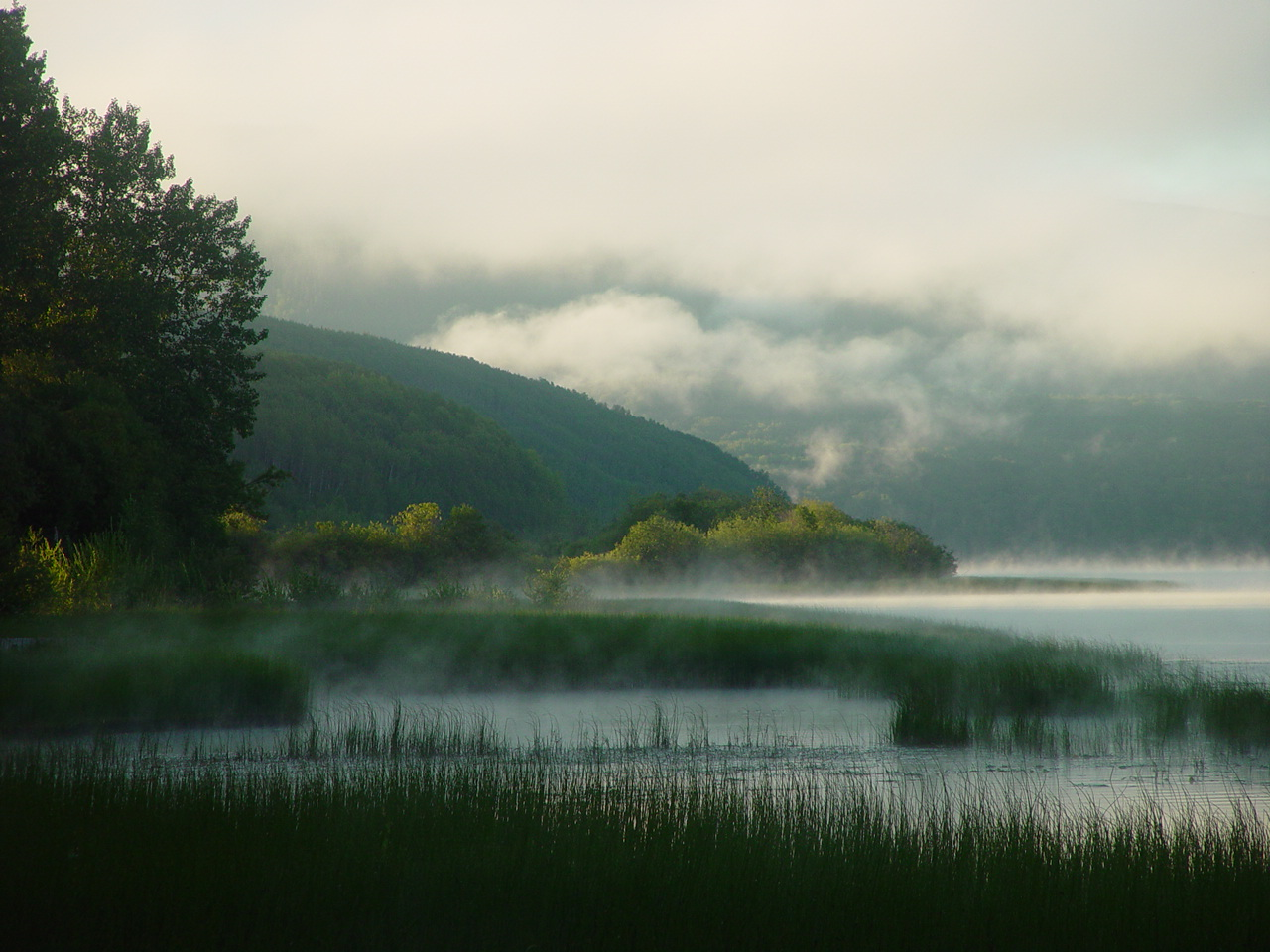
Boirina de matí primerenc en Llac de Cremades

## Geografia

### Clima
Burns Llac té un clima continental humit (Dfb) amb estius tebis i hiverns freds. Hivern mitjà snowfall és aproximadament 190 cm.

Dins juny 1982 Burns Llac va enregistrar 376.5 hores de sunshine. Això és més sunshine mai enregistrat en Colúmbia britànica durant el mes de juny. [citation Necessitat]
Burns Llac és localitzat damunt Autopista 16. Mosca de línies aèries comercial important a Smithers Aeroport, el qual és aproximadament 150 km (93 mi) (93 ) oest de Llac de Cremades, així com Aeroport de George del Prince que és aproximadament 230 km (140 mi) km (140 mi) est de Llac de Cremades.
Via Jasper–Prince del rail Rupert trucades de tren a l'estació de Llac de les Cremades diversos temps per setmana.
Autobús de BC té el servei d'autobús a través de l'àrea dues vegades a la setmana. Alternativament, hi ha un BC Transit autobús que va operar entre Prince George i Smithers per tot la setmana.
Un transbordador lliure és disponible de travessar Francois Llac que és directament del sud de Llac de Cremades. El transbordador és utilitzat freqüentment per aconseguir a Grassy Planes.

## Educació
- Institut de Districte dels llacs - Graus d'Institut Públic 8-12
- Murial Centre d'Aprenentatge del motlle - Centre d'Educació de Joventut Públic
- William Konkin Elemental Escolar - Graus Escolars Elementals Públics K-7
- Decker El llac Elemental Escolar - Graus Escolars Elementals Públics K-7
- Grassy Les planes Elementals Escolar - Graus Escolars Elementals Públics K-10
- Francois Llac Institut Elemental - Institut Elemental/Públic K-7
- Universitat de Nova Caledònia - facilitat d'Aprenentatge d'Adult Pública

## Cultura
Burns Llac és envoltat per una Primera cultura de Nacions rica. Hi ha sis Primers Grups de Nacions en l'àrea:
- Ts'il Kaz Koh Primera Nació (Banda de Llac del Burns)[9]
- Cheslatta Nació de transportista[10]
- Llac Babine Nació[11]
- Nee-Tahi-Buhn Banda[12]
- Pell Tyee Primera Nació</ref>Pell Tyee</ref>
- Humit uwet'en Primera Nació

El Consell d'Arts de Districte de Llacs aguanta diversos esdeveniments d'arts cada any, portant en actes de per tot arreu el globus amb una varietat de tipus diferents de les actuacions que inclouen, música, teatre, i una varietat d'altres actuacions.
Amfitrions de Llac del Burns anuals Actuant Arts i Festivals d'Arts Alternatius, dibuixant talent i audiències d'a través de la regió. Burns Llac també amfitrions una Celebració de Dia Aborigen anual (el segon més gran en la província) quin dibuixa persones d'al voltant de la regió i una Celebració de Dia del Canadà anual, cadascú del qual haver-hi celebratory desfilades.

## Recreació

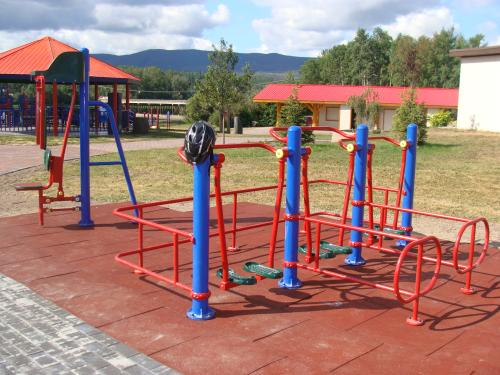
Equipament d'exercici lliure en esperit Plaça

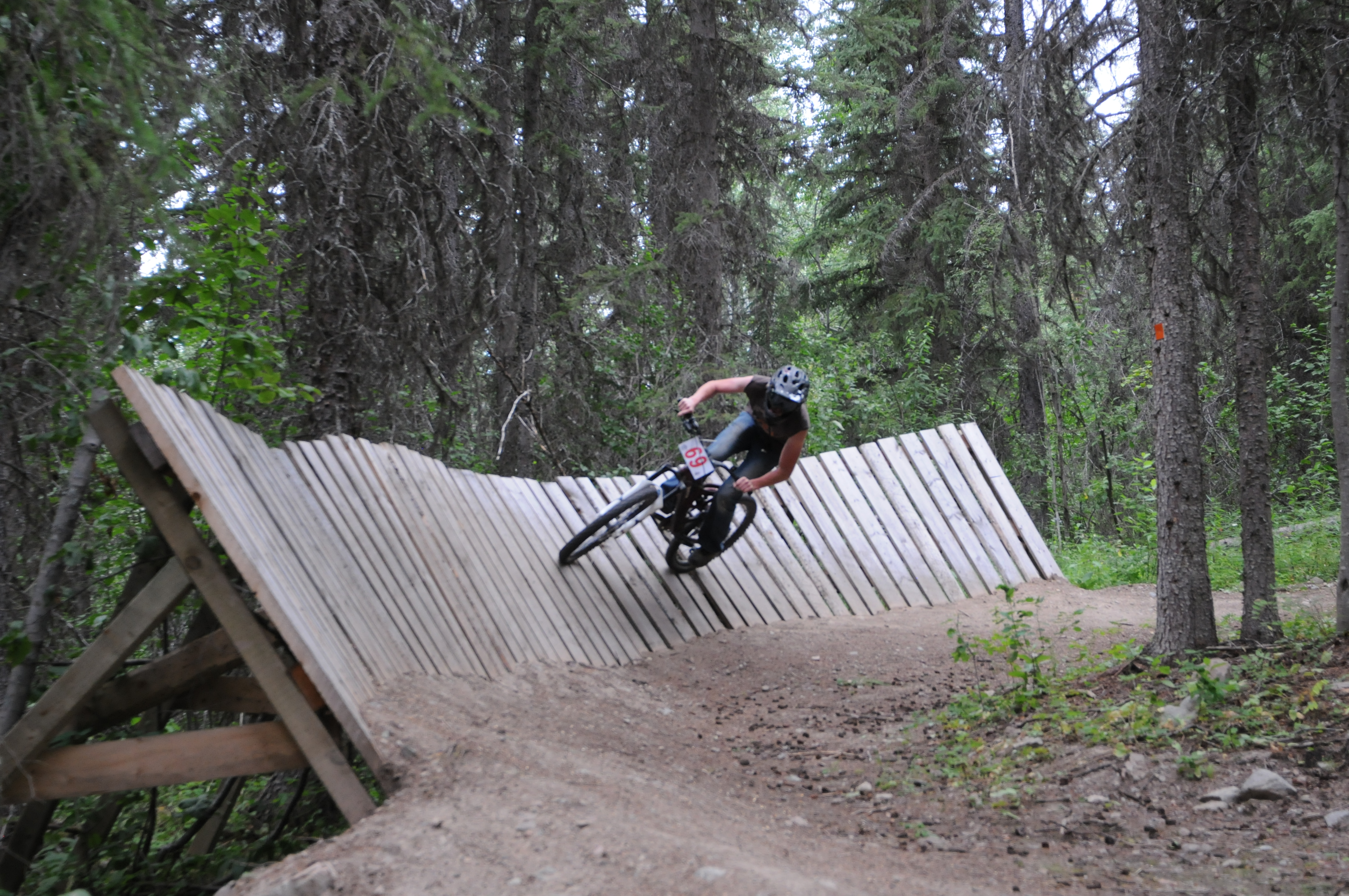
Un dels molts deixants en Llac de Cremades

Burns Llac ha obtingut anomenada mundial de la Muntanya Internacional Biking Associació per la seva xarxa de deixants en Boer Muntanya. Els deixants, va mantenir per un grup de voluntari va cridar la Muntanya de Llac de les Cremades Biking Associació, inclou 23 km (14 mi) (14 mi) de downhill i 40 km (25 mi) km (25 ) de deixants de país de la creu. Els deixants continuen dibuixar muntanya bikers d'a tot el món i està expandint cada estació.
A l'hivern país de creu dels mesos skiing és molt popular al Omineca Club d'Esquí. Les seves facilitats haver-hi hosted diversos campionats nacionals i és considerat [per qui?] A posició entre les xarxes de deixant millor del Canadà occidental. Les facilitats inclouen 25 km de groomed deixants, quatre km dels quals són encesos per nighttime skiing. Hi ha també una facilitat per biathlon skiing.
Dins 2014 El Poble de Llac de Cremades feina completada en el Lakeside Múltiplex i renovacions al Tom Forsyth Camp Commemoratiu. Aquesta facilitat inclou un hoquei rink, curling rink, gimnàs d'escalada del rock, un squash/racquetball tribunal, un fitness facilitat, i multi-habitacions d'ús. La facilitat és localitzada damunt Plaça d'Esperit, un parc exterior gran amb un pati, una platja, un camí d'excursionisme, exterior fitness equipament, dos tribunals de tennis, i un parc de monopatí.
L'1.9 Òpal de quilòmetre avantatges de Deixant del Llit a un rock actiu hounding destinació, on els usuaris poden buscar minerals preciosos.
Burns Llac és considerat per ser la porta a Tweedsmuir Parc Provincial Del nord i Àrea Protegida. (El Parc Del nord és un wilderness àrea sense serveis o subministraments; no pugui ser accedit per carretera.) Mosca-en gires per sightseeing, la caça i la pesca són ofertes per local outfitters.

## Direccions
Burns Llac és localitzat est de Topley (49.6 km [30.8 mi]), Houston (81 km [50 mi]   ), Granisle (98.4  [61.1 ), Smithers (147 km [91 mi]   ), Terrassa (350 km [220 mi]   ), i Prince Rupert (494 km [307 mi]   ). L'altra manera és Fraser Llac (69 km [43 mi] km  mi]), Vanderhoof (128 km [80 mi]   ), Fort St. James (175 km [109 mi]  [109 ), i Prince George (223 km [139 mi]   ). És localitzat damunt Autopista 16.